# 福井県道257号坂井金津線
福井県道257号坂井金津線（ふくいけんどう257ごう さかいかなづせん）は福井県坂井市とあわら市を結ぶ一般県道である。

## 路線概要
坂井市の福井県道159号とあわら市の福井県道258号とを結ぶ役割を担う路線である。大部分を福井県道9号と重複しており、単独区間は坂井市内でしか見ることは出来ない。平成の大合併以前は坂井郡坂井町と同郡金津町を結ぶ役割を担っていたが、接続している地点が両旧町域の中心部であるため、現在でも重要な地点同士を結ぶ役割を担っているといえる路線である。

### 路線データ
- 起点：福井県坂井市坂井町長畑
- 終点：福井県あわら市市姫

## 通過する自治体
- 福井県
  - 坂井市 - あわら市

## 道路状況
全線片側1車線の確保された一般的な県道である。上記の通り起点後数百メートル以降、終点までずっと重複区間となる。重複区間については福井県道9号の項を参考にされたい。単独区間では福井県道159号の起点直後に起点があるため、起点の交差点がやや分かりにくく、案内無しの右左折が1箇所ある点のみ注意が必要だが、道幅も広く分かりやすいためそれほど気にする必要も無いだろう。

## 接続路線
- 福井県道9号芦原丸岡線（重複・終点）
- 福井県道154号高柳矢地線
- 福井県道159号長畑金津線（起点）
- 福井県道258号トリムパークかなづ線（終点）

## 沿線周辺
- あわら市役所